# Subak hwachae
El subak hwachae es una variedad de hwachae (ponche de fruta tradicional coreano) hecho con sandía. Es el hwachae más ampliamente consumido en verano en todo Corea, resultando bueno para refrescarse cuando hace calor. La sandía se corta por la mitada y con un sacabolas se saca la carne. La cáscara hueca se rellena con las bolas de melón, su zumo, otras frutas y hielo.